# Nécropole nationale de Compiègne
Pour un article plus général, voir Sites funéraires et mémoriels de la Première Guerre mondiale (Front Ouest).
La nécropole nationale de Compiègne, ou nécropole nationale de Royallieu, est un cimetière militaire français de la Première Guerre mondiale situé sur le territoire de la commune de Compiègne, dans le département de l'Oise. Il jouxte le cimetière Sud de Compiègne, à proximité de la route de Senlis.

## Historique
La nécropole nationale de Compiègne est édifiée par l’État français en 1921, à l'endroit où se situait, depuis février 1918, le cimetière militaire de l'hôpital militaire français no 16, installé à proximité.

## Caractéristiques
La nécropole, d'une superficie de 11 527 m2, contient 3 257 corps dont 264 en ossuaires. S'y trouve également les tombes de 81 Britanniques (dont 26 n'ont pu être identifiés), onze Russes, un Belge (décédé le 21 juillet 1917), un Allemand (dans un des ossuaires) et trois Français tués au cours de la Seconde Guerre mondiale.
Sont regroupées dans cette nécropole des tombes provenant des cimetières provisoires d'Attichy (841 Français, un Britannique tué en août 1914, un Russe et 31 Allemands), de Pierrefonds (600 Français, 72 Britanniques, 34 Allemands), de Choisy-au-Bac, Berneuil-sur-Aisne, Trosly-Breuil, Cuise-la-Motte et Saint-Crépin.